# 性腺的發育
性腺的發育是生殖系統在胚胎發育過程中的一環，在男性會發育為睪丸，女性則為卵巢。
卵巢的部分會分化為中央的髓質以及外部的生殖上皮。未成熟的卵源自於卵黃囊背側內胚層的細胞，一旦他們到達生殖嵴即被稱為卵原細胞。卵原細胞的週邊會圍繞著一層由間質構成的結締組織細胞(顆粒層細胞的前身)。這是卵巢內濾泡形成的基本原理。